# Folkenborg Station
Folkenborg Station (Folkenborg stasjon eller Folkenborg holdeplass) er en tidligere jernbanestation, der ligger i byområdet Folkenborg i Eidsberg kommune på Indre Østfoldbanen (Østre Linje) i Norge.
Stationen blev åbnet som trinbræt i 1936. Betjeningen med persontog ophørte 6. januar 2002. Mens den var i drift, bestod den af et spor og en perron med et rødt læskur. Den ligger 65,1 km fra Oslo S.